# چنگریان
چنگریان، روستایی از توابع بخش مرکزی شهرستان رضوان‌شهر در استان گیلان ایران است.

## جمعیت
این روستا در دهستان گیل دولاب قرار دارد و براساس سرشماری مرکز آمار ایران در سال ۱۳۸۵، جمعیت آن ۴۱۰ نفر (۱۰۸خانوار) بوده‌است.
زبان مردم این روستا تالشی و گیلکی می‌باشد . 